# Pleurosignum elongatum
Pleurosignum elongatum är en kräftdjursart som beskrevs av Ernst Vanhöffen 1914. Pleurosignum elongatum ingår i släktet Pleurosignum och familjen Paramunnidae. Inga underarter finns listade i Catalogue of Life.